# Imaginary Friend (canção do Itzy)
"Imaginary Friend" (Amigo imaginário em português) é uma canção lançada pelo grupo feminino sul-coreano ITZY para seu nono EP Gold. Foi lançada como segundo single do projeto em 15 de outubro de 2024 pela JYP Entertainment.

## Antecedentes
Em 9 de julho de 2024, a JYP Entertainment anunciou que o Itzy lançaria um novo álbum em outubro de 2024. Em 13 de setembro, a gravadora confirmou que o nono EP do grupo, Gold, seria lançado em 15 de outubro. A lista de faixas e o cronograma promocional também foram divulgados no mesmo dia, com "Gold" e "Imaginary Friend" sendo anunciados como singles. Em 7 de outubro, uma prévia da música foi lançada ao público. A canção foi lançada junto com o EP em 15 de outubro. Os teasers para o videoclipe da canção foram lançados em 23 e 25 de outubro. Uma versão em inglês da canção foi lançada em 25 de outubro pela Republic Records. Em 28 de outubro, o videoclipe foi finalmente lançado.

## Composição
"Imaginary Friend" foi produzida por Ryan S. Jhun ao lado de James Daniel Lewis, que contribuiu para a composição e arranjo, com Sorana Pacurar participando da composição, e Jun Seo e Hwan Yang participando do arranjo. Foi descrita como uma música pop-dance que combina guitarra pop vintage, som de banda acústica e harmonias vocais com tons suaves.
Liricamente, "Imaginary Friend" fala sobre solidão e a necessidade de um amigo, mesmo que imaginário. A letra sugere que a protagonista deseja a presença de um amigo real, mas recorre a essa figura imaginária para preencher o vazio emocional. O amigo imaginário, por sua vez, é retratado como alguém que nunca julga, proporcionando segurança e alívio. "Imaginary Friend" pode ser vista como uma metáfora para lidar com momentos de tristeza e isolamento. O amigo imaginário não seria nada mais do que a própria protagonista, buscando conforto dentro de si mesma quando não há ninguém por perto.

## Promoção
Após duas semanas de promoção de "Gold" nos programas de música da televisão sul-coreana, o Itzy começou a promover "Imaginary Friend". O grupo apresentou a canção em dois programas: o Music Bank em 1° de novembro de 2024 e o Inkigayo em 3 de novembro.

## Recepção
"Imaginary Friend" se tornou o primeiro single coreano do grupo a não entrar no Circle Digital Chart, a principal parada de músicas da Coreia do Sul. No entanto, atingiu o pico de 25 no Circle Download Chart.
A recepção crítica, no entanto, foi mais positiva, com o blog Pop Asiático dizendo se tratar de um lançamento "ousado", "impressionante" e "o melhor single do ITZY nos últimos anos".

## Créditos
Créditos adaptados do Melon:
Estúdio
- JYPE Studio – gravação, edição digital
- 821 Sound – edição digital
- Alawn Music Studios – mixagem

Pessoal
- Itzy – vocais
- Perrie – vocais de apoio
- Sorana Pacurar – vocais de apoio, composição
- Ryan S. Jhun – letras, composição, arranjo, direção vocal, programação
- James Daniel Lewis – composição, arranjo, programação
- Jun Seo - arranjo, programação
- Hwan Yang - arranjo, programação
- Uhm Se-hee – gravação
- Im Chan-mi – gravação, edição digital
- Kwak Bo-eun – gravação
- Yue – edição digital
- Kim Min-hee – edição digital
- Alawn – mixagem